# اوله لشچینسکی
اوله لشچینسکی (اوکراینی: Олег Станіславович Лещинський؛ زادهٔ ۳۱ دسامبر ۱۹۶۵) بازیکن فوتبال اهل اتحاد جماهیر شوروی سوسیالیستی است.